# Desalinhado
Desalinhado é um filme português de 2012, género ficção, realizado por Bruno Santana. 
Teve ante-estreia a 22 de Janeiro de 2012 no Teatro José Lúcio da Silva em Leiria.

## Elenco
- André Matias
- Joana Martins
- Rute Bastos
- Diogo Carvalho
- Rafaela Simão
- Cleopatra Morillo

## Ficha técnica
- Produtor: Lidesvideo
- Fotografia: Bruno Santana
- Montagem: Bruno Santana
- Música Original: Nuno Lupi
- Participação de: Nuno Rancho, Pedro Pipa, Dublin, The Soaked Lamb , Robin Oak, Dharmakaya, Jumbo Limbo, Tronikkid
- Formato: Digital 1080p HD, cor
- Duração:110 min
- Argumento: Bruno Santana
- Realizador: Bruno Santana
- Produtor: Lidesvideo
- Atores principais: André Matias, Joana Martins, Rute Bastos, Diogo Carvalho, Rafaela Simão e Cleopatra Morillo
- Formato: Digital 1080 p HD, cor
- Duração: 110 min.
- Ante-estreia: Teatro José Lúcio da Silva, 2012
- Distribuição: Lidesvideo